# Nečlenarji
Nečlenarji (znanstveno ime Ameria) so opuščen takson živali, ki so ga po starejši klasifikaciji (najbolj znan tak sistem je bil Hadžijev) obravnavali na rangu debla. Delili so jih na:
- preproste nečlenarje - razvito imajo primarno telesno votlino, npr. ožigalkarji, ploski črvi, rebrače, valjasti črvi
- napredne nečlenarje - poleg primarne telesne votline imajo razvito tudi sekundarno (celom), npr. nitkarji, mehkužci

Po danes uveljavljenem mnenju je skupina parafiletska in kot taka v sodobni klasifikaciji neustrezna, skupine, ki so jih nekoč združevali v nečlenarji, pa obravnavamo kot samostojna debla.